# Episodi di Playhouse 90 (seconda stagione)
La seconda stagione della serie televisiva Playhouse 90 è andata in onda negli Stati Uniti dal 12 settembre 1957 al 26 giugno 1958 sulla CBS.
| nº | Titolo originale                  | Prima TV USA      |
| -- | --------------------------------- | ----------------- |
| 1  | The Death of Manolete             | 12 settembre 1957 |
| 2  | The Dark Side of the Earth        | 19 settembre 1957 |
| 3  | Topaze                            | 26 settembre 1957 |
| 4  | Sound of a Different Drummer      | 3 ottobre 1957    |
| 5  | The Playroom                      | 10 ottobre 1957   |
| 6  | Around the World in 90 Minutes    | 17 ottobre 1957   |
| 7  | The Mystery of Thirteen           | 24 ottobre 1957   |
| 8  | The Edge of Innocence             | 31 ottobre 1957   |
| 9  | The Clouded Image                 | 7 novembre 1957   |
| 10 | The Jet Propelled Couch           | 14 novembre 1957  |
| 11 | The Troublemakers                 | 21 novembre 1957  |
| 12 | Panic Button                      | 28 novembre 1957  |
| 13 | Galvanized Yankee                 | 5 dicembre 1957   |
| 14 | The Thundering Wave               | 12 dicembre 1957  |
| 15 | For I Have Loved Strangers        | 19 dicembre 1957  |
| 16 | The Lone Woman                    | 26 dicembre 1957  |
| 17 | Reunion                           | 2 gennaio 1958    |
| 18 | The Last Man                      | 9 gennaio 1958    |
| 19 | The 80 Yard Run                   | 16 gennaio 1958   |
| 20 | Before I Die                      | 23 gennaio 1958   |
| 21 | The Gentleman from Seventh Avenue | 30 gennaio 1958   |
| 22 | The Violent Heart                 | 6 febbraio 1958   |
| 23 | No Time at All                    | 13 febbraio 1958  |
| 24 | Point of No Return                | 20 febbraio 1958  |
| 25 | Portrait of a Murderer            | 27 febbraio 1958  |
| 26 | The Last Clear Chance             | 6 marzo 1958      |
| 27 | The Male Animal                   | 13 marzo 1958     |
| 28 | The Right-Hand Man                | 20 marzo 1958     |
| 29 | Turn Left at Mount Everest        | 27 marzo 1958     |
| 30 | The Dungeon                       | 10 aprile 1958    |
| 31 | Bitter Heritage                   | 17 aprile 1958    |
| 32 | Verdict of Three                  | 24 aprile 1958    |
| 33 | Rumors of Evening                 | 1º maggio 1958    |
| 34 | Not the Glory                     | 8 maggio 1958     |
| 35 | Nightmare at Ground Zero          | 15 maggio 1958    |
| 36 | Bomber's Moon                     | 22 maggio 1958    |
| 37 | Natchez                           | 29 maggio 1958    |
| 38 | The Innocent Sleep                | 5 giugno 1958     |
| 39 | A Town Has Turned to Dust         | 19 giugno 1958    |
| 40 | The Great Gatsby                  | 26 giugno 1958    |

## The Death of Manolete
- Prima televisiva: 12 settembre 1957
- Diretto da: John Frankenheimer
- Scritto da: Barnaby Conrad, Paul Monash

### Trama
- Guest star: Jack Palance (Manolete), Suzy Parker (Tani Morena), Robert Middleton (Perea), Ray Danton (Antonito), Nehemiah Persoff (Carras), Esther Minciotti (Augustias)

## The Dark Side of the Earth
- Prima televisiva: 19 settembre 1957
- Diretto da: Arthur Penn
- Scritto da: Rod Serling

### Trama
- Guest star: Van Heflin (colonnello Sten), Earl Holliman (capitano Volodney), Dean Jagger (Anton Rojas), Kim Hunter (Anna Rojas), Jerry Paris (Chevak), Ian Wolfe (generale Kerch)

## Topaze
- Prima televisiva: 26 settembre 1957
- Diretto da: Vincent J. Donahue
- Scritto da: Ellis St. Joseph

### Trama
- Guest star: Ernie Kovacs (Topaze), Carl Reiner (Regis), Richard Haydn (Muche), Sheree North (Suzy), Roxanne Arlen (Germaine), Stephen Wootton (Castle-Benac)

## Sound of a Different Drummer
- Prima televisiva: 3 ottobre 1957
- Diretto da: John Frankenheimer
- Soggetto di: Ray Bradbury

### Trama
- Guest star: Sterling Hayden (Gordon Miller), Diana Lynn (Susan Ward), John Ireland (Ben Hammond), David Opatoshu (Ellis)

## The Playroom
- Prima televisiva: 10 ottobre 1957
- Diretto da: Franklin J. Schaffner
- Scritto da: Tad Mosel

### Trama
- Guest star: Mildred Dunnock (Mrs. Flood), Tony Randall (Kenneth), Nina Foch (Mrs. Kelly), Patricia Neal (Margaret), Marilyn Erskine (Katherine), Charles Drake (Albert)

## Around the World in 90 Minutes
- Prima televisiva: 17 ottobre 1957
- Diretto da: Byron Paul

### Trama
- Guest star: Garry Moore(presentatore), Mike Todd (se stesso), Elizabeth Taylor (se stessa), Frank Sinatra (se stesso), Charles Boyer (se stesso), Maurice Chevalier (se stesso), George Jessel (se stesso), Walter Cronkite (se stesso), Jim McKay (se stesso)

## The Mystery of Thirteen
- Prima televisiva: 24 ottobre 1957
- Diretto da: Robert Mulligan
- Scritto da: David Shaw
- Soggetto di: Robert Graves

### Trama
- Guest star: Jack Lemmon (dottor Billy Palmer), Margaret O'Brien (Annie Brookes), Herbert Marshall (dottor Knight), Gladys Cooper (Mrs. Palmer), Henry Jones (Walter Palmer), John Baragrey (John Parsons Cook)

## The Edge of Innocence
- Prima televisiva: 31 ottobre 1957
- Diretto da: Arthur Hiller
- Scritto da: Berne Giler

### Trama
- Guest star: Dan Barton (Jay Pauling), Joseph Cotten (Robert Rainey), Beverly Garland (Gay Sherman), Lorne Greene (Lowell Williams), Maureen O'Sullivan (Julia Williams), Teresa Wright (Carol Morton)

## The Clouded Image
- Prima televisiva: 7 novembre 1957
- Diretto da: Franklin J. Schaffner
- Scritto da: James P. Cavanagh
- Soggetto di: Josephine Tey

### Trama
- Guest star: Farley Granger (Peter Ashby/Brat Farrar), Judith Anderson (Zia Bee), Terry Moore (Eleanor), Vincent Price (Alex), Patricia McCormack (Jane), John Williams (Sandal)

## The Jet Propelled Couch
- Prima televisiva: 14 novembre 1957
- Diretto da: Burgess Meredith
- Scritto da: Stanley Roberts

### Trama
- Guest star: Donald O'Connor (dottor Robert Harrison), David Wayne (dottor Kirk Allen), Peter Lorre (dottor Ostrow), Gale Gordon (generale Dagby), Phyllis Avery (Eleanor Harrison)

## The Troublemakers
- Prima televisiva: 21 novembre 1957
- Diretto da: Franklin J. Schaffner
- Scritto da: George Bellak
- Soggetto di: George Bellak

### Trama
- Guest star: Ben Gazzara (Stanley Carr), Keenan Wynn (Sprock), Barbara Rush (Clara), Robert Vaughn (Steve Sprock), Mary Astor (Mattie), Jackie Coogan (Bender), Nick Adams (Sandy)

## Panic Button
- Prima televisiva: 28 novembre 1957
- Diretto da: Franklin J. Schaffner
- Scritto da: Rod Serling

### Trama
- Guest star: Robert Stack (Jerry Cook), Vera Miles (Carolyn Cook), Lee J. Cobb (Al Bengston), Leif Erickson (Paul Henderson), Marian Seldes (Kate Sullivan)

## Galvanized Yankee
- Prima televisiva: 5 dicembre 1957
- Diretto da: Paul Wendkos
- Scritto da: Russell Hughes

### Trama
- Guest star: Lloyd Nolan (capitano Kuyper), James Whitmore (capitano Stanley), Victor Jory (capitano Hume), Neville Brand (sergente Duggan), Chuck Courtney (Bob Shay), Martha Vickers, William Boyett

## The Thundering Wave
- Prima televisiva: 12 dicembre 1957
- Diretto da: John Frankenheimer
- Scritto da: Robert Alan Aurthur

### Trama
- Guest star: James Mason (Sidney Lowe), Franchot Tone (Allen Grant), Joan Bennett (Vickie Maxwell), Pamela Mason (Marcia Lowe), Susan Oliver (Louise Grant), Jack Klugman (Lew Downs)

## For I Have Loved Strangers
- Prima televisiva: 19 dicembre 1957
- Diretto da: Franklin J. Schaffner
- Scritto da: Elick Moll
- Soggetto di: Don Murray

### Trama
- Guest star: Don Murray (Bob Munson), Hope Lange (Raiya), Robert Flemyng (dottor Farlo), Vladimir Sokoloff (Bartok), Werner Klemperer (Boris)

## The Lone Woman
- Prima televisiva: 26 dicembre 1957
- Scritto da: Al C. Ward

### Trama
- Guest star: Kathryn Grayson (Lone Woman), Scott Brady (William Bent), Vincent Price (Jesse White), Jack Lord (Jim Kester), Raymond Burr (Charles Bent), Buddy Baer (Angel), Harry Carey, Jr. (Cliff Eastland)

## Reunion
- Prima televisiva: 2 gennaio 1958
- Soggetto di: Merle Miller

### Trama
- Guest star: Hugh O'Brian (Jason Merrick), Martha Hyer (Louise Merrick), Dane Clark (Saul Leventhal), Charles Drake (GuySchmidt), Jack Lord (Homer Aswell), Neva Patterson (Elizabeth Murray), Patricia Barry (Lucille), Frances Farmer (Val Schmidt)

## The Last Man
- Prima televisiva: 9 gennaio 1958
- Diretto da: John Frankenheimer
- Scritto da: Aaron Spelling

### Trama
- Guest star: Sterling Hayden (Mitch Barrett), Carolyn Jones (Julie), Lee Philips (Dan), Wallace Ford (Mule Rogers), Hurd Hatfield (Ivers), Peter Mark Richman (Stu)

## The 80 Yard Run
- Prima televisiva: 16 gennaio 1958
- Diretto da: Franklin J. Schaffner
- Scritto da: David Shaw
- Soggetto di: Irwin Shaw

### Trama
- Guest star: Paul Newman (Christian Darling), Joanne Woodward (Louise Darling), Darryl Hickman (Herbie), Robert F. Simon (Sam), Richard Anderson (Pete)

## Before I Die
- Prima televisiva: 23 gennaio 1958
- Diretto da: Arthur Hiller
- Scritto da: Berne Giler
- Soggetto di: William Sackheim, Daniel B. Ullman

### Trama
- Guest star: Richard Kiley (dottor David Delvecchio), Kim Hunter (Joyce McClure), Skip Homeier (George Weaver), Coleen Gray (Carol Dennison), Jay C. Flippen (Lester Carr), Joe De Santis (dottor Bronstein), John Hoyt (dottor Harper), Dayton Lummis (dottor Engle), Anthony Eisley (Anesthetist)

## The Gentleman from Seventh Avenue
- Prima televisiva: 30 gennaio 1958
- Diretto da: Allen Reisner
- Scritto da: Elick Moll

### Trama
- Guest star: Walter Slezak (Golden), Patricia Neal (Rena Mencken), Sylvia Sidney (Mrs. Golden), Robert Alda (Morris Kogan), Lawrence Dobkin (Elbaum), Joyce Jameson (Miss Cooper), Howard Dayton (Sidney), Peggy Maley (Shelly), Judy Nugent (Jenny)

## The Violent Heart
- Prima televisiva: 6 febbraio 1958
- Diretto da: John Frankenheimer
- Scritto da: Leslie Stevens
- Soggetto di: Daphne Du Maurier

### Trama
- Guest star: Dana Wynter (Marquise), Ben Gazzara (Paul), Charles Korvin (Marquis), Pamela Brown (Baroness), Vivian Nathan (Annette), Mimi Gibson (Celeste), William Roerick (Manager)

## No Time at All
- Prima televisiva: 13 febbraio 1958
- Diretto da: David Swift
- Scritto da: David Swift, Charles Einstein

### Trama
- Guest star: Shepperd Strudwick (Reagan), Jack Haley (Stanley Leeds), William Lundigan (Ben Gammon), Jane Greer (Karen), Regis Toomey (Joe Donaldson), Keenan Wynn (Marshall Keats), Buster Keaton (Harrison), Betsy Palmer (Emily Verdon), Jay C. Flippen (Happy Gallant), Reginald Gardiner (Felix Allardyce), James Gleason (Dolph Grimes), Mary Beth Hughes (Mrs. Leeds), Sylvia Sidney (Mrs. Kramer), Florence Halop (Mrs. Laurie), Charles Bronson (Kip), Howard McNear (Bertram), Kathryn Card (Mrs. Bertram), Jack Mulhall (editore), Richard Crane (pilota), Frank Wilcox, Sam Gilman, Chico Marx (Kramer), Cliff Edwards (Webber's Manager), Harry Einstein (Laurie)

## Point of No Return
- Prima televisiva: 20 febbraio 1958
- Diretto da: Franklin J. Schaffner
- Scritto da: Frank D. Gilroy

### Trama
- Guest star: Charlton Heston (Charles Gray), Hope Lange (Jessica Lovell), Katharine Bard (Nancy Gray), Edward Andrews (Roger Blakesley), John Williams (Lovell), Ainslie Pryor (Jackie Mason)

## Portrait of a Murderer
- Prima televisiva: 27 febbraio 1958
- Diretto da: Arthur Penn
- Scritto da: Leslie Stevens

### Trama
- Guest star: Tab Hunter (Donald Bashor), Geraldine Page (Florrie), Rudy Bond (Eddie), Elizabeth Patterson (Mrs. Finch), Frank London (Jackie), Ned Glass (Charlie), Barbara Turner De Hubp (Sandra), Sidney Clute (Cooney), Richard Bisutti (Bobby)

## The Last Clear Chance
- Prima televisiva: 6 marzo 1958
- Diretto da: George Roy Hill
- Scritto da: A. E. Hotchner

### Trama
- Guest star: Paul Muni (Sam Arlen), Luther Adler (procuratore distrettuale Garvin), Dick York (Scott Arlen), Lee Remick (Peggy Maylin), John Hoyt (Ross Melnichor), Carl Benton Reid (giudice), Eithne Dunne (Mrs. Matson)

## The Male Animal
- Prima televisiva: 13 marzo 1958
- Diretto da: Vincent J. Donahue
- Soggetto di: James Thurber, Elliott Nugent

### Trama
- Guest star: Andy Griffith (professore Tommy Turner), Ann Rutherford (Ellen Turner), Edmond O'Brien (Joe Ferguson), Charlie Ruggles (Dean Damon), Gale Gordon (Ed Keller), Dick Sargent (Michael), Ronnie Knox (Student)

## The Right-Hand Man
- Prima televisiva: 20 marzo 1958
- Diretto da: Franklin J. Schaffner
- Scritto da: Dick Berg
- Soggetto di: Garson Kanin

### Trama
- Guest star: Dana Andrews (Leo Bass), Anne Baxter (Pat Bass), Leslie Nielsen (Ralph Mohr), Stuart Erwin (George Clay), Ruta Lee, June Collyer (Trixie Clay)

## Turn Left at Mount Everest
- Prima televisiva: 27 marzo 1958
- Scritto da: Del Reisman
- Soggetto di: Lowell Barrington

### Trama
- Guest star: Peter Lorre (Tenzig), Fess Parker (soldato Linus Powell), Patricia Cutts (Sally Gates), Paul Ford (colonnello), Arnold Stang (Allencamp)

## The Dungeon
- Prima televisiva: 10 aprile 1958
- Diretto da: David Swift
- Scritto da: David Swift

### Trama
- Guest star: Paul Douglas (Emery Ganun), Agnes Moorehead (Rose Ganun), Julie Adams (Janice Ohringer), Patricia McCormack (Mahala May), Dennis Weaver (Karl Ohringer), Thomas Gomez (John Marin), Ian Wolfe (Edward Wingate), Patrick McVey (tenente Galifa), Werner Klemperer (Jesse Eastland), Russell Collins (Walter Hinch), Eduard Franz (Burton Wheless), Ken Lynch, John Crawford (Chuck Ohringer), Robert Osterloh, Philip Tonge

## Bitter Heritage
- Prima televisiva: 17 aprile 1958
- Diretto da: Paul Wendkos
- Scritto da: Richard K. Brockway, Joseph Landon

### Trama
- Guest star: Franchot Tone (Frank James), Russell Thorson (sceriffo Piets), Dayton Lummis (colonnello Brecker), Henry Hull (Old Henry), Denver Pyle (Sam Wheeler), Strother Martin (Earl Wheeler), Robert Middleton (Luke Crocker), Elizabeth Montgomery (Grace Brecker), James Drury (Jesse James), Eva LeGallienne (nonna James)

## Verdict of Three
- Prima televisiva: 24 aprile 1958
- Diretto da: Buzz Kulik
- Scritto da: James P. Cavanagh

### Trama
- Guest star: Michael Wilding (Sir John Alexander), Angela Lansbury (Victoria Atkins), Yvonne DeCarlo (Marina Arkwright), Gladys Cooper (Mrs. Allen), Cecil Kellaway (dottor Parks), Carmen Mathews (Alice Morris), Rod Taylor (Francis Allen)

## Rumors of Evening
- Prima televisiva: 1º maggio 1958
- Diretto da: John Frankenheimer
- Scritto da: Leslie Stevens
- Soggetto di: F. W. Durkee, Jr.

### Trama
- Guest star: Robert F. Simon (generale Strayer), John Kerr (Neil Dameron), Barbara Bel Geddes (Sidney Cantrell), Robert Loggia (maggiore Woulman), Pat Hitchcock (Irma Jean Deever), Carl Benton Reid (colonnello), Billie Burke (Mrs. Purcell)

## Not the Glory
- Prima televisiva: 8 maggio 1958
- Scritto da: David Shaw

### Trama
- Guest star: James Mason (Wilhelm Konreid), Ann Todd (Lady Diane Goodfellow), Dennis King (Sir Wallace Goodfellow), Walter Fitzgerald (maggiore Wickham)

## Nightmare at Ground Zero
- Prima televisiva: 15 maggio 1958
- Diretto da: Franklin J. Schaffner
- Scritto da: Paul Monash, Rod Serling

### Trama
- Guest star: Jack Warden (Long), Carl Benton Reid (generale Tyler), Barry Sullivan (Daniel Joyce), Ainslie Pryor (Beloit)

## Bomber's Moon
- Prima televisiva: 22 maggio 1958
- Diretto da: John Frankenheimer
- Scritto da: Rod Serling

### Trama
- Guest star: Martin Balsam (capitano Mantell), Bob Cummings (colonnello Culver), Rip Torn (tenente Harrison), Hazel Court (Mary Jarvis), Larry Gates (Major), J. Pat O'Malley (Pub Keeper), Cliff Robertson (presentatore)

## Natchez
- Prima televisiva: 29 maggio 1958
- Diretto da: David Lowell Rich
- Scritto da: Martin M. Goldsmith

### Trama
- Guest star: Cliff Robertson (Danny Carson), Macdonald Carey (Alexander Lamar), Thomas Mitchell (Carson), Felicia Farr (Valerie Lamar), Ted de Corsia (Jenkins), Dan Blocker, Chubby Johnson, Keith Vincent

## The Innocent Sleep
- Prima televisiva: 5 giugno 1958
- Diretto da: Franklin J. Schaffner
- Scritto da: Tad Mosel
- Soggetto di: Brooks Graham

### Trama
- Guest star: Buster Keaton (Charles Blackburn), Hope Lange (Alex Winter), John Ericson (Leo West), Hope Emerson (Mrs. Downey), Dennis King (Clyde Winter), Peg Hillias (Mrs. Howe)

## A Town Has Turned to Dust
- Prima televisiva: 19 giugno 1958
- Diretto da: John Frankenheimer
- Scritto da: Rod Serling

### Trama
- Guest star: Rod Steiger (sceriffo Harvey Denton), William Shatner (Jerry Paul), Fay Spain (Annamay Paul), James Gregory (Hennify), Mario Alcaide (Ramon Rivera), Martin Garralaga (prete), Eugene Iglesias (Pancho Rivera)

## The Great Gatsby
- Prima televisiva: 26 giugno 1958
- Diretto da: Franklin J. Schaffner
- Scritto da: David Shaw
- Soggetto di: F. Scott Fitzgerald

### Trama
- Guest star: Robert Ryan (Jay Gatsby), Jeanne Crain (Daisy Buchanan), Rod Taylor (Nick Carraway), Virginia Grey (Myrtle Wilson), Patricia Barry (Jordan Baker), Philip Reed (Tom Buchanan), Barry Atwater (George Wilson)